# Équipe de Tchéquie féminine de volley-ball
L'équipe de Tchéquie féminine de volley-ball est composée des meilleures joueuses tchèques sélectionnées par la Fédération tchèque de volley-ball (Český Volejbalový Svaz, ČVS). Elle est l’héritière de l'équipe de Tchécoslovaquie. Elle est classée au 23e rang de la Fédération internationale de volley-ball au 10 juillet 2022.

## Sélection actuelle
Sélection pour les Qualifications aux championnats d'Europe de 2011.
Entraîneur : Jiří Siller  ; entraîneur-adjoint : Ondřej Marek 

## Palmarès et parcours

### Palmarès
- Championnat d'Europe
  - Finaliste : 1993
  - Troisième : 1997
- Ligue européenne
  -  (2012, 2019)
  -  (2022)
  -  (2018)

### Parcours

#### Championnats du monde
| - 1994 : 9e - 1998 : non qualifiée - 2002 : 19e - 2006 : non qualifiée - 2010 : 15e |

#### Championnats d'Europe
| - 1993 : Finaliste - 1995 : 10e - 1997 : 3e - 1999 : non qualifiée - 2001 : 11e - 2003 : 11e - 2005 : non qualifiée - 2007 : 9e - 2009 : 10e - 2011 : 8e |

#### Grand Prix
| - 1993 : non participante - 1994 : non participante - 1995 : non participante - 1996 : non participante - 1997 : non participante - 1998 : non participante - 1999 : non participante - 2000 : non participante - 2001 : non participante - 2002 : non participante | - 2003 : non participante - 2004 : non participante - 2005 : non participante - 2006 : non participante - 2007 : non participante - 2008 : non participante - 2009 : non participante - 2010 : non participante - 2011 : non participante - 2012 : non participante | - 2013 : 14e |

#### Ligue européenne
| - 2009 : non participante - 2010 : non participante - 2011 : 4e - 2012 : Vainqueur |